# 1994-es Formula–1 kanadai nagydíj
A kanadai nagydíj volt az 1994-es Formula–1 világbajnokság hatodik futama.

## Futam
Kanadában ismét Schumacher indult a pole-ból, Alesi, Berger és Hill előtt. A rajtnál Schumacher megtartotta a vezetést, míg Coulthard megelőzte csapattársát, de később elengedte őt. Hill ezután megelőzte Bergert, majd Alesit is a kiállásoknál. A 40. körtől esni kezdett az eső, de ez nem változtatott az első hat helyezett sorrendjén. Schumacher győzött Hill, Alesi, Berger és Coulthard előtt.
| Helyezés | #  | Versenyző             | Csapat/Motor      | Futott körök | Idő/Kiesés oka | Rajthely | Pontszám |
| -------- | -- | --------------------- | ----------------- | ------------ | -------------- | -------- | -------- |
| 1        | 5  | Michael Schumacher    | Benetton-Ford     | 69           | 1:44:32,1      | 1        | 10       |
| 2        | 0  | Damon Hill            | Williams-Renault  | 69           | +39,66         | 4        | 6        |
| 3        | 27 | Jean Alesi            | Ferrari           | 69           | +1:13,338      | 2        | 4        |
| 4        | 28 | Gerhard Berger        | Ferrari           | 69           | +1:15,609      | 3        | 3        |
| 5        | 2  | David Coulthard       | Williams-Renault  | 68           | +1 kör         | 5        | 2        |
| 6        | 6  | Jyrki Järvilehto      | Benetton-Ford     | 68           | +1 kör         | 20       | 1        |
| 7        | 14 | Rubens Barrichello    | Jordan-Hart       | 68           | +1 kör         | 6        |          |
| 8        | 12 | Johnny Herbert        | Lotus-Mugen-Honda | 68           | +1 kör         | 17       |          |
| 9        | 23 | Pierluigi Martini     | Minardi-Ford      | 68           | +1 kör         | 15       |          |
| 10       | 4  | Mark Blundell         | Tyrrell-Yamaha    | 67           | Kicsúszás      | 13       |          |
| 11       | 24 | Michele Alboreto      | Minardi-Ford      | 67           | +2 kör         | 18       |          |
| 12       | 26 | Olivier Panis         | Ligier-Renault    | 67           | +2 kör         | 19       |          |
| 13       | 25 | Éric Bernard          | Ligier-Renault    | 66           | +3 kör         | 24       |          |
| 14       | 31 | David Brabham         | Simtek-Ford       | 65           | +4 kör         | 25       |          |
| 15       | 11 | Alessandro Zanardi    | Lotus-Mugen-Honda | 62           | +7 kör         | 23       |          |
| Kizárva  | 9  | Christian Fittipaldi  | Footwork-Ford     | 68           | Kizárva        | 16       |          |
| Kiesett  | 7  | Mika Häkkinen         | McLaren-Peugeot   | 61           | Motorhiba      | 7        |          |
| Kiesett  | 19 | Olivier Beretta       | Larrousse-Ford    | 57           | Motorhiba      | 22       |          |
| Kiesett  | 10 | Gianni Morbidelli     | Footwork-Ford     | 50           | Erőátvitel     | 11       |          |
| Kiesett  | 34 | Bertrand Gachot       | Pacific-Ilmor     | 47           | Olajnyomás     | 26       |          |
| Kiesett  | 20 | Eric Comas            | Larrousse-Ford    | 45           | Kuplung        | 21       |          |
| Kiesett  | 3  | Katajama Ukjó         | Tyrrell-Yamaha    | 44           | Baleset        | 9        |          |
| Kiesett  | 15 | Eddie Irvine          | Jordan-Hart       | 40           | Kicsúszás      | 8        |          |
| Kiesett  | 29 | Andrea de Cesaris     | Sauber-Mercedes   | 24           | Olajnyomás     | 14       |          |
| Kiesett  | 30 | Heinz-Harald Frentzen | Sauber-Mercedes   | 5            | Kicsúszás      | 10       |          |
| Kiesett  | 8  | Martin Brundle        | McLaren-Peugeot   | 3            | Elektronika    | 12       |          |

## A világbajnokság élmezőnyének állása a verseny után
| H  | Versenyzők         | Pont | H  | Konstruktőrök    | Pont |
| -- | ------------------ | ---- | -- | ---------------- | ---- |
| 1. | Michael Schumacher | 56   | 1. | Benetton-Ford    | 57   |
| 2. | Damon Hill         | 23   | 2. | Ferrari          | 32   |
| 3. | Gerhard Berger     | 13   | 3. | Williams-Renault | 25   |
| 4. | Jean Alesi         | 13   | 4. | Jordan-Hart      | 11   |
| 5. | Rubens Barrichello | 7    | 5. | McLaren-Peugeot  | 10   |

## Statisztikák
Vezető helyen:
- Michael Schumacher: 69 (1-69)

Michael Schumacher 7. győzelme, 3. pole-pozíciója, 12. leggyorsabb köre, 2. mesterhármasa (gy, pp, lk)
- Benetton 12. győzelme.